# صن ستروك بروجكت
صن ستروك بروجكت هم فرقة موسيقية من مولدوفا شاركوا في مسابقة الأغنية الأوروبية 2010 و2017.